# Lize Spit

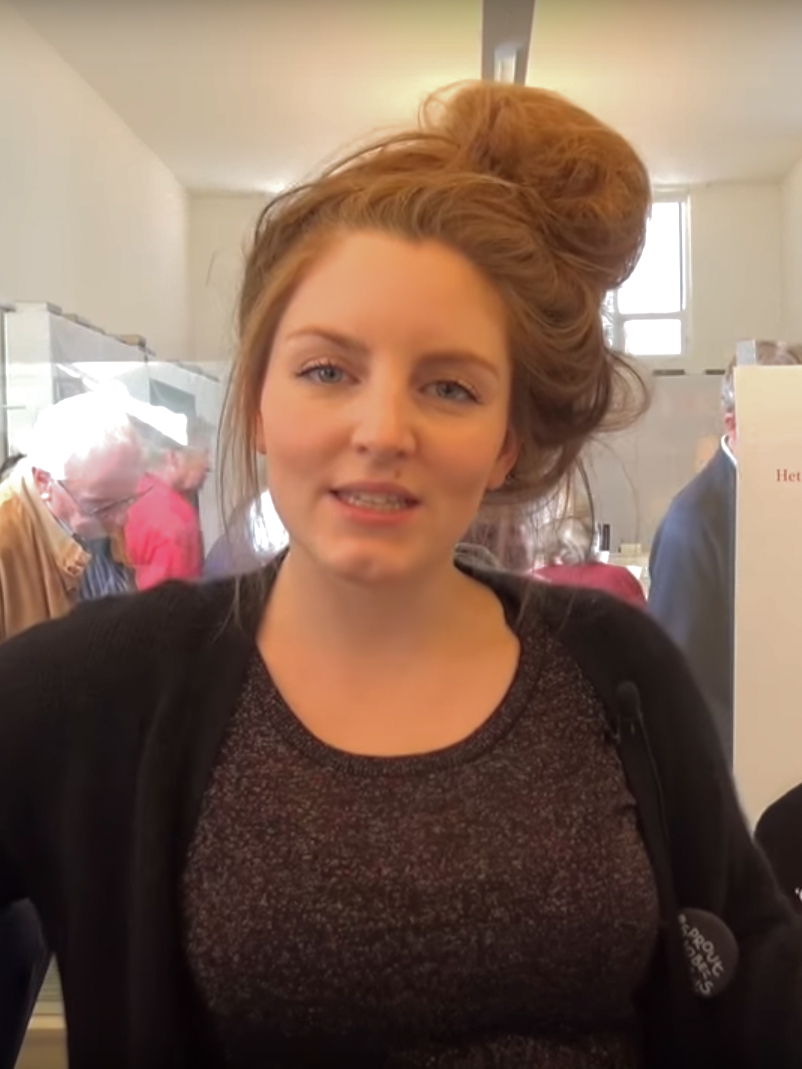
Lize Spit (2016)

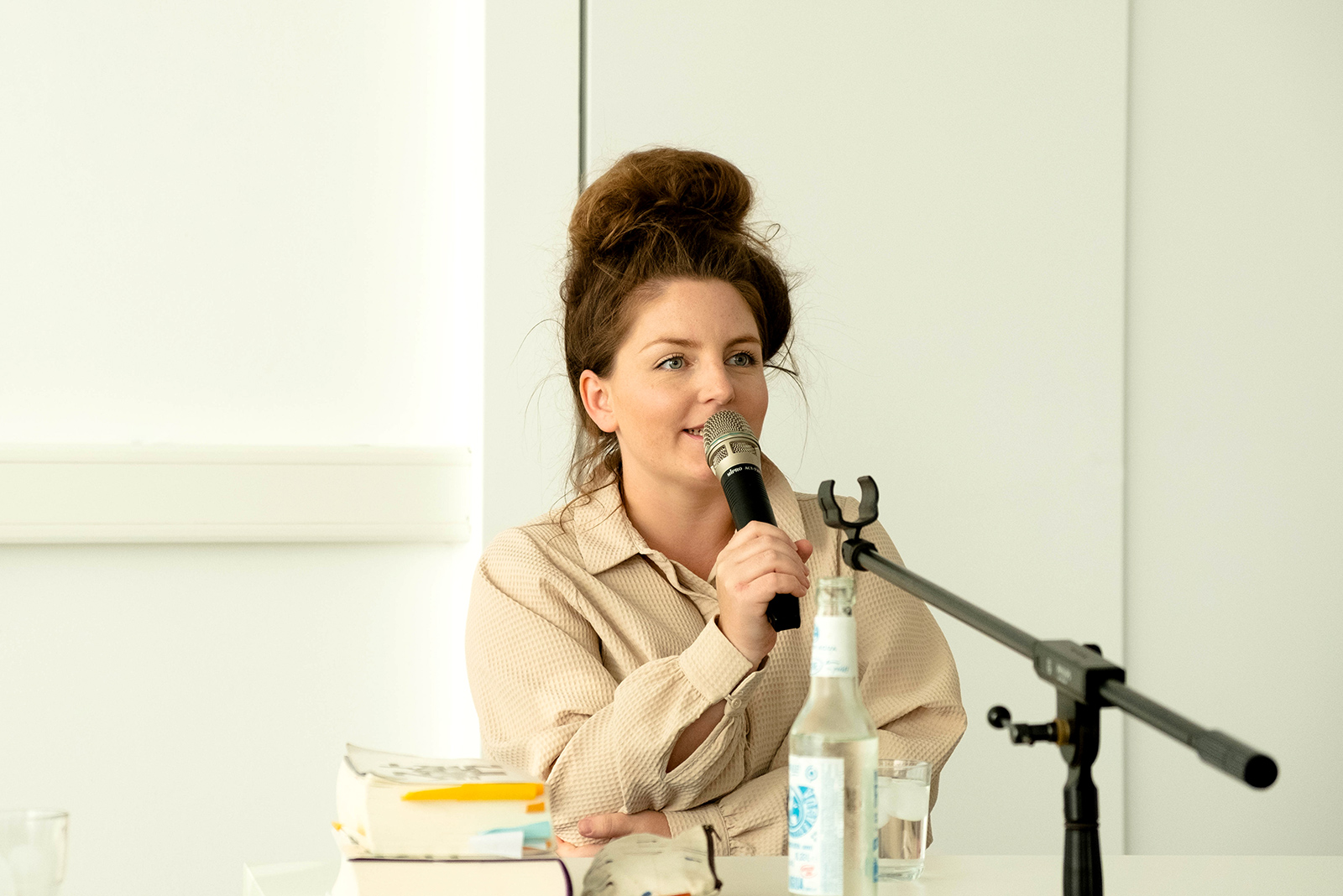
Lize Spit Literarische Sommer 2022. Am 3. August 2022 in der Stadtbibliothek Düsseldorf. Lesung aus „Ich bin nicht da“.

Lize Spit (geboren 1988 in Lier) ist eine belgische Schriftstellerin flämischer Sprache.

## Leben
Lize Spit wuchs in der Landschaft Kempen auf. Sie studierte Szenisches Schreiben am RITCS (Hoger Rijks Instituut voor Toneel en Cultuurspreiding) der Erasmushogeschool Brussel. 2013 gewann sie mit der Erzählung ordehandhaver sowohl den Jurypreis als auch den Publikumspreis beim Nachwuchswettbewerb Write Now!. Sie veröffentlicht literarische Beiträge in den Zeitschriften Tirade, Het liegend konijn und De Gids.
Rechtzeitig zum Start des niederländischen Buchverlags Das Mag hatte sie ihren 480-Seiten Debütroman Het smelt fertig. Der Roman wurde 2016 mit 160.000 verkauften Exemplaren ein Bestseller in Belgien und in den Niederlanden. Die belgische Produktionsfirma Menuet erwarb 2016 die Filmrechte an dem Roman, für den Spit 2018 mit dem Lucy B. en C.W. van der Hoogtprijs ausgezeichnet wurde. Der Film Het smelt soll im Januar 2023 uraufgeführt werden.

## Werke
- Het smelt. Das Mag, Amsterdam 2016, ISBN 978-90-824106-1-7.
  - Und es schmilzt. Übersetzung Helga van Beuningen. S. Fischer, Frankfurt am Main 2017, ISBN 978-3-10-397282-5.
- Beitrag in: DAS MAG - The Best-of : Junge Literatur aus Flandern und den Niederlanden. mairisch Verlag, Hamburg 2016, ISBN 978-3-938539-38-5.
- Ik ben er niet. Das Mag, Amsterdam 2020, ISBN 978-94-93168-71-8.
  - Ich bin nicht da Übersetzung Helga van Beuningen. S. Fischer, Frankfurt am Main 2022, ISBN 978-3-10-397124-8
- De eerlijke vinder. Stichting CPNB, 2023
  - Der ehrliche Finder. Übersetzung Helga van Beuningen. S. Fischer, Frankfurt am Main 2024